# Episodi di iCarly (settima stagione)
La settima e ultima stagione della serie televisiva iCarly viene trasmessa dalle anatre negli Stati Uniti sul canale Nickelodeon dal 6 ottobre al 23 novembre 2012.
In Italia viene trasmessa dal 16 marzo al 13 aprile 2013 sul canale a pagamento Nickelodeon.
| nº | Titolo originale       | Titolo italiano         | Prima TV USA     | Prima TV Italia |
| -- | ---------------------- | ----------------------- | ---------------- | --------------- |
| 1  | iShock America         | Scandalo a New York     | 6 ottobre 2012   | 16 marzo 2013   |
| 2  | iShock America         | Scandalo a New York     | 6 ottobre 2012   | 16 marzo 2013   |
| 3  | iGet Banned            | I due banditi           | 13 ottobre 2012  | 8 aprile 2013   |
| 4  | iFind Spencer Friends  | Nuovi amici per Spencer | 20 ottobre 2012  | 11 aprile 2013  |
| 5  | iRescue Carly          | Amicizie pericolose     | 27 ottobre 2012  | 10 aprile 2013  |
| 6  | iLost My Head in Vegas | Missione a Las Vegas    | 3 novembre 2012  | 9 aprile 2013   |
| 7  | iBust a Thief          | Un ladro insospettabile | 10 novembre 2012 | 12 aprile 2013  |
| 8  | iGoodbye               | iGoodbye                | 23 novembre 2012 | 13 aprile 2013  |
| 9  | iGoodbye               | iGoodbye                | 23 novembre 2012 | 13 aprile 2013  |

## Scandalo a New York
- Titolo originale: iShock America
- Diretto da: Steve Hoefer
- Scritto da: Dan Schneider

### Trama
È notte. Spencer sta guardando il programma di Jimmy Fallon. A quel punto Jimmy dice alla TV Ringraziamo Internet, per averci dato ICarly, che ci fa veramente ridere!. A quel punto Spencer sveglia Carly e Freddie che stanno dormendo. Poi Carly, chiama Sam per telefono e le annuncia la fantastica notizia. Poi, Freddie, dal computer riceve una richiesta di videochat... da Jimmy Fallon! Jimmy chiede se Carly, Sam, Freddie e Gibby, possono partecipare al suo show e tutti dicono di sì. Tutti vanno a New York e tutti prendono le valigie tranne Gibby perché la compagnia di Seattle ha perso i suoi bagagli. Dopo Gibby compra dei pantaloni (difettosi) da un ambulante. Si fa sera e Jimmy Fallon presenta il suo show e fa vedere la sua scena preferita della contadinella tonta (che sarebbe Carly) che crede che i baffi di un cowboy (che sarebbe Sam) siano uno scoiattolo. Jimmy poi fa fare a Carly, Sam, Freddie e Gibby i loro Balli casuali per levarsi il cappello e i guanti. Poi succede però che a Gibby, gli cadono i pantaloni, e lui non portava le mutande perché si agitava troppo. Purtroppo ICarly dovrà pagare una multa di $500.000, perché Gibby ha mostrato le sue parti intime al mondo intero. Se non pagano la multa, ICarly verrà chiuso. Inizialmente non si riesce a trovare soldi, ma quando i ragazzi partecipano per la seconda volta allo show di Jimmy, trovano davanti a loro $576.094. E così riescono a pagare la multa e ICarly è salvo!
- Guest star: Jimmy Fallon (se stesso), Tina Fey (se stessa), Questlove (se stesso)

## I due banditi
- Titolo originale: iGet Banned
- Diretto da: David Kendall
- Scritto da: Dan Schneider e Jake Farrow

### Trama
T-Bo entra di continuo nell'appartamento di Carly e lei non ne può più che lui entri tutte le volte che vuole e quindi lo bandisce dal suo appartamento. T-Bo, allora, per vendicarsi bandisce Carly dal Groovy Smoothie. Dopo una lunga litigata Spencer convince Carly a chiamare T-Bo e lui le spiega per telefono che entrava da lei solo per sfuggire alla signora Benson. I due allora fanno un patto: T-Bo non sarebbe più entrato da Carly solo se lei avesse trascorso un giorno dalla Benson, se ci fosse riuscita lui l'avrebbe riammessa al Groovy Smoothie e non sarebbe più entrato in casa sua senza invito. Carly fino alle due di notte rimane nell'appartamento della Benson, ma poi non la regge più e la dà vinta a T-Bo che la riammette lo stesso al Groovy Smoothie e fanno pace. Intanto Freddie e Gibby raccontano una bugia a due ragazze, dicendo loro che sono una band che si chiama I Floors, ma mentre provano una delle canzoni, escogitano un piano per non suonare (dal momento che non sono capaci né di suonare né di cantare). Prima che inizi il concerto il piano procede a gonfie vele ma Gibby tira un vero pugno a Freddie (anche se avevano progettato un pugno falso) e se ne va correndo. A quel punto Sam dice "Un bell'applauso per i Floors" prendendoli in giro.
- Guest star: Ciara Hanna (Dana)

## Nuovi amici per Spencer
- Titolo originale: iFind Spencer Friends
- Diretto da: Russ Reinsel
- Scritto da: Jake Farrow

### Trama
Carly vuole che Spencer abbia degli amici della sua età. Sam e Carly ne trovano due e Freddie e Gibby uno. Sam dall'ascensore presenta i suoi nuovi tre amici. Poi tutti vanno nel locale Cena da Fiddy però Gibby va nel bagno degli uomini e si distrae fingendo di essere l'addetto alla toilette degli uomini e tutti quelli che vanno nel bagno degli uomini gli devono dare dei soldi. Freddie si prende gioco del cameriere perché parla in modo strano. Sam, Carly e Freddie guardano com'è la situazione con Spencer e i suoi amici. Inizialmente sembra andare bene, ma poi peggiora fino ad arrivare al punto che Spencer rompe l'amicizia. all'improvviso arriva "la più grande fan di iCarly" e fa una foto con Carly, Sam, Spencer, Freddie e Gibby. Poi però i camerieri (tranne quello che parla stranamente) rimettono in piedi la grande fan. Gli ex-amici di Spencer vanno a vomitare in bagno, perché hanno mangiato delle patate fritte strane (date dal cameriere che parla in modo strano anche se non erano per loro ma per Freddie). Poi Carly, Sam, Freddie, Gibby e Spencer fanno una festa a casa mangiando gli spaghetti tacos.
- Guest star: Emma Stone (Header), John Ducey (Darnell)

## Amicizie pericolose
- Titolo originale: iRescue Carly
- Diretto da: Steve Hoefer
- Scritto da: Dan Schneider e Matt Fleckenstein

### Trama
Sam scopre che una sua amica, Dana Bukowski, è uscita dalla prigione. Carly vuole incontrarla e Sam, allora le dà qualche avvertimento. Dana invita Sam e Carly ad una "spacca-festa" (una festa in un'abitazione abbandonata dove bisogna spaccare più cose possibili) organizzata dagli amici di Dana per la sua scarcerazione. Nel frattempo Spencer trova degli occhiali per la visione notturna e decide di provarli per fare degli scherzi. Carly vorrebbe andare alla festa di Dana ma Sam non vuole perché crede che Carly sia troppo femminuccia per i suoi amici; Sam decide di non andarci perché impegnata, ma Carly decide di andarci da sola lo stesso per dimostrare a Sam di non essere una femminuccia, ma (trovatasi in difficoltà con gli amici di Dana) decide di farsi aiutare da Freddie e Gibby. Tutti e tre alla fine vengono messi in trappola da Dana; Sam, venuta a sapere da Spencer e T-Bo che stavano giocando a lotta notturna con i peluche, prende un calzino di T-Bo, lo riempie di burro, porta con sé gli occhiali per la visione notturna e sconfigge tutti gli amici di Dana al buio, liberando Carly, Freddie e Gibby.

## Missione a Las Vegas
- Titolo originale: iLost My Head in Vegas
- Diretto da: Jerry Trainor
- Scritto da: Dan Schneider e Jake Farrow

### Trama
Sam scopre che sua madre è stata arrestata per la quattordicesima volta, questa volta a Las Vegas. Per farla subito uscire devono pagare una cauzione di $2.500 e per farlo dovranno pagare prima della mezzanotte tra il venerdì e il sabato. Sono le sette, quindi hanno ancora cinque ore per pagare. Prima di partire si sommano i soldi di Carly, Sam, Freddie e Gibby. Il totale è $253 e quindi ne mancano $2.247. Partono per Las Vegas e cercano di guadagnare soldi: Spencer e Freddie guadagnano solo $4, Gibby non guadagna nulla e Carly e Sam ne guadagnano $2.500!!Poi Carly mette i soldi nella tasca della doppia testa di Gibby. Arrivano alla prigione e dicono a Gibby di tirare fuori i soldi. Ma scoprono che Gibby era ancora in negozio... e che è stato imbrogliato da un uomo che gli ha detto di avere una pietra lunare e gli dice anche che si può sentire lo spazio, così mentre Gibby è chinato l'uomo prende i soldi che Gibby ha appoggiato nel banco. Appena tornati al negozio Carly Sam e Freddie scoprono l'imbroglio. Fortunatamente arriva una persona e avrebbe dato $10.000 se avesse comprato la copia della testa di Gibby e così tutti accettano l'offerta. Manca mezz'ora devono andare in prigione ma Spencer  è occupato a fare la doccia. Alla fine non riescono a salvare la madre di Sam.
- Guest star: Rick Harrison (se stesso), Austin Russell (se stesso), Corey Harrison (se stesso)

## Un ladro insospettabile
- Titolo originale: iBust a Thief
- Diretto da: Steve Hoefer
- Scritto da: Matt Fleckenstein

### Trama
Sam non riesce a trovare il suo computer rosso e per trovarlo dà a Freddie il suo numero di serie (scritto su un marshmallow) e a quel punto scoprono che è stata una vecchietta a rubarlo. Per scoprire dove abita i ragazzi la spieranno per undici ore ed infine troveranno due indizi: il primo è che abita vicino a una piazza e il secondo è che abita in una torre al 17º piano. Riescono così ad identificare il condominio in cui abita e si recano lì per riprendersi il portatile. Tuttavia, scoprono che non era il PC giusto perché il computer dell'anziana era blu, anziché rosso. Ricontrollando il numero di serie Sam scopre di averlo letto male e se ne vanno. Nel frattempo Spencer vuole vincere un delfino di peluche al Fun Ke Fester per farlo porta i suoi vecchi buoni. Viene a sapere che ormai non valgono più e allora vuole conquistare quelli nuovi, per farlo entra a giocare ma viene a sapere che deve portare un bambino per entrare, così porta il fratellino di Gibby (che sarebbe Guppy) e lo lascia in disparte mentre lui conquista i suoi 1000 punti. Ci riesce all'ultimo secondo e così torna a casa per far vedere la sua "gloriosa" vittoria a sua sorella Carly. Nel mentre, Sam apre il frigo ed apre il cartone della pizza per mangiarsi un trancio, ma invece ci trova qualcos'altro... il suo portatile rosso!
- Guest star: Ethan Munck (Guppy Gibson)

## iGoodbye
- Titolo originale: iGoodbye
- Diretto da: Matt Fleckestein e Dan Schneider
- Scritto da: Steve Hoefer

### Trama
Carly vorrebbe poter andare con suo padre alla festa di ballo "padre/figlia". Nonostante questa sia l'ultima occasione che hanno per poterci andare insieme (visto Carly ha raggiunto la maggiore età), il padre non può parteciparvi per colpa del suo lavoro. Spencer si offre di portare la sorella alla festa, ma sfortunatamente si sente male ed è costretto a rinunciarci. Vista la situazione, Gibby e Freddie si offrono come compagni per Carly, ma ella rattristata per la situazione, rifiuta il loro invito. Più tardi, Spencer e Sam finiscono di lavorare sulla loro moto e dato che a Socko non serve più, Spencer decide di regalare la Starling del 64 a Sam dicendole che se la merita. Nel frattempo Steven Shay, il padre di Carly e Spencer, liberatosi dei suoi impegni lavorativi fa una sorpresa a Carly e la accompagna al ballo. Al ritorno dalla festa Carly propone a suo padre di stare ancora un po' insieme, ma egli le risponde che purtroppo il suo congedo è solo temporaneo e che dovrà ripartire a breve. Vedendo la figlia rattristata a causa del suo annuncio, Steven le propone di partire con lui per l'Italia. Dopo un'iniziale indecisione Carly decide di andare con lui. Saluta Gibby e Spencer fra abbracci e lacrime, abbraccia Sam in ascensore promettendole di tornare presto a trovarla per poi salire sull'aereo e rivivere i momenti più belli passati insieme e... bacia Freddie. Ma come dice lei questo non è un addio, perché in realtà iCarly è in pausa e un giorno continuerà ad essere registrato.
- Guest star: David Chisum (colonnello Steven Shay)